# Cenzura în România în Primul Război Mondial
În timpul Primului Război Mondial, în România a fost instituită cenzura, o măsură extrordinară de limitare a libertății de exprimare. Măsura a fost instituită la 14/27 august 1916, odată cu intrarea României în Primul Război Mondial,:p. 3 și a rămas în vigoare pe toată perioada războiului.

## Istoric
Libertatea de exprimare era garantată de Constituția din 1866, care prevedea la art. 24 că nici censura, nici o alta masura preventiva pentru aparitiunea, vinderea sau distributiunea ori-carei publicatiuni nu se va putea reinfiinta.
Cenzura avea o componentă civilă, care supraveghea publicațiile care apăreau în România și corespondenții de război străini aflați pe teritoriul țării, și o componentă militară, care supraveghea corespondența trimisă de pe front de militarii români. Responsabil guvernamental pentru implemetarea măsurilor specifice referitoare la cenzură a fost numit Ion G. Duca, ministrul instrucțiuniii și cultelor. Organismul tehnic însărcinat cu exercitarea cenzurii era Serviciul telegrafico-poștal din cadrul Marelui Cartier General, condus de colonelul (rz.) Victor Verzea, fost director general al Serviciului Poștelor.:p. 7
În serviciul cenzurii presei au fost angajați cu preponderență scriitori și gazetari, măsurile restrictive fiind aplicate cu moderație, limitându-se în general la imperativele militare. Pe parcursul participării României la război, a fost interzisă o singură publicație, revista de orientare socialistă România Muncitoare, condusă de Cristian Racovski.:p. 7
Ioan G. Duca, mărturisea că această însărcinare i-a displăcut profund, dar a fost nevoit să o accepte ca urmare a cerinței exprese a șefului său de partid și totodată prim-ministrul guvernului, Ion I. C. Brătianu:
Sarcina mi-a fost destul de penibilă, ca să nu mai răscolesc toate amintirile legate de ea. Se potrivea așa de puțin cu firea și cu toată mentalitatea mea, incât patriotismul care în timp de război dictează tuturor să lupte acolo unde li se cere, m'a îndemnat să mă supun rugăminții lui Brătianu.:p. 8